# Kirche Arenborn

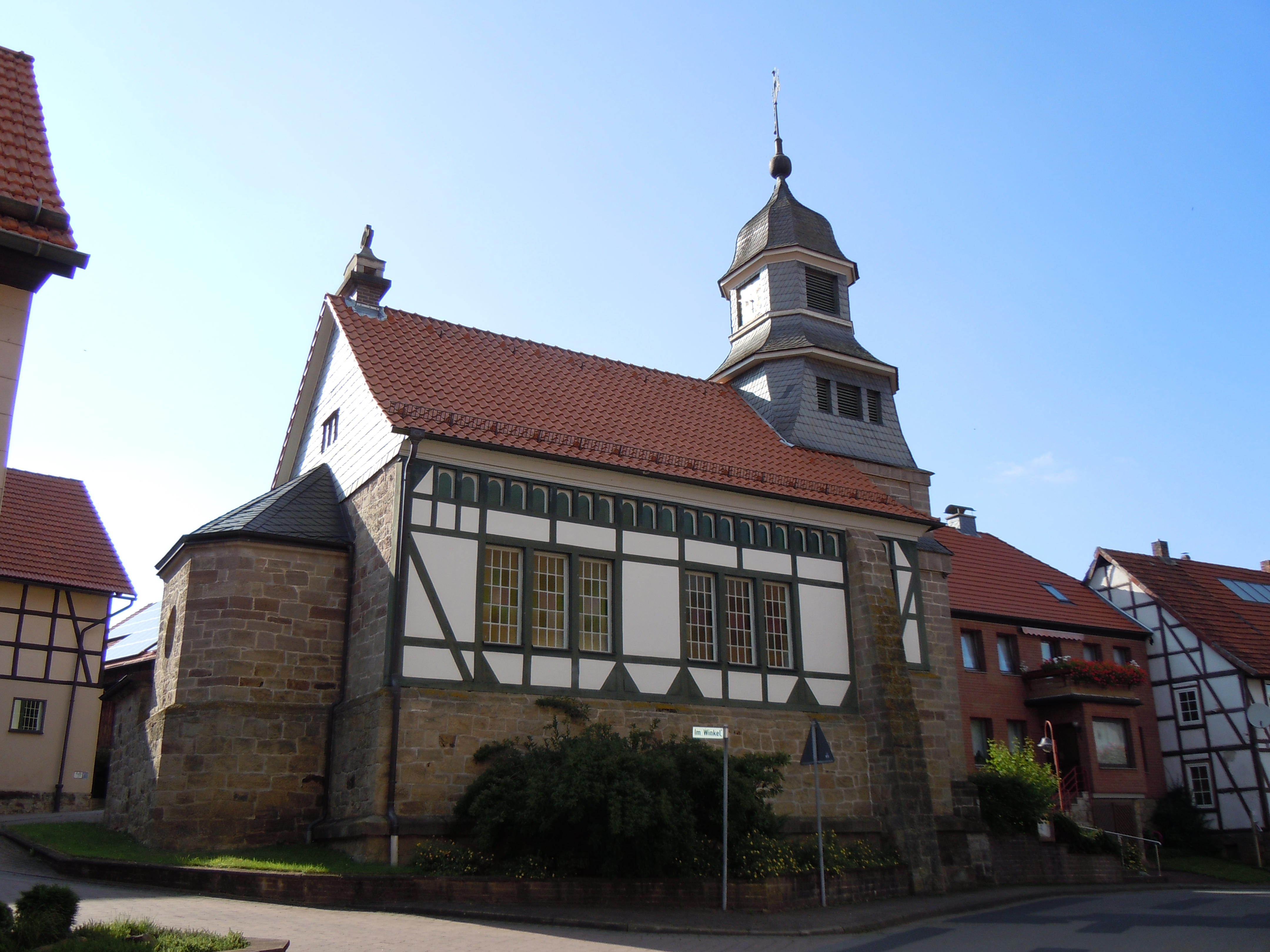
Kirche Arenborn

Die evangelisch-unierte Kirche Arenborn steht in Arenborn, einem Ortsteil der Gemeinde Wesertal im Landkreis Kassel von Hessen. Die Kirchengemeinde Arenborn-Heisebeck gehört zum Kirchspiel Vernawahlshausen im Kirchenkreis Hofgeismar-Wolfhagen im Sprengel Kassel der Evangelischen Kirche von Kurhessen-Waldeck.

## Beschreibung
Die Saalkirche im Heimatschutzstil wurde 1912 erbaut. Die Fachwerkkirche sitzt auf einem Sockel aus Natursteinmauerwerk. Der Kirchturm befindet sich im Nordwesten, in ihm befindet sich das Vestibül. In seiner Haube befinden sich der Glockenstuhl und die Turmuhr. An den Seiten des Kirchenschiffs sind jeweils zwei große dreigeteilte Sprossenfenster. Unter der Dachtraufe sind Fensterbänder. In der Apsis spendet ein Ochsenauge Licht. Auf der kleinen Empore befindet sich die Orgel mit 7 Registern, 2 Manualen und einem Pedal, die im Jahr 1958 unter Wiederverwendung älterer Teile von Werner Bosch gebaut wurde.